# Kanton Bertincourt
Bertincourt is een voormalig kanton van het Franse departement Pas-de-Calais. Het kanton maakte deel uit van het arrondissement Arras. In maart 2015 werd het kanton opgeheven en ging het op in kanton Bapaume.

## Gemeenten
Het kanton Bertincourt omvatte de volgende gemeenten:
- Barastre
- Beaumetz-lès-Cambrai
- Bertincourt (hoofdplaats)
- Beugny
- Bus
- Haplincourt
- Havrincourt
- Hermies
- Lebucquière
- Léchelle
- Metz-en-Couture
- Morchies
- Neuville-Bourjonval
- Rocquigny
- Ruyaulcourt
- Trescault
- Vélu
- Ytres